# Sarumino

Sarumino (猿蓑, « Le Manteau de pluie du Singe ») est une anthologie de 1691, considérée comme l'opus magnum de l'école de poésie Bashō. Elle contient quatre kasen renku ainsi que quelque 400 hokku, compilés par Nozawa Bonchō et Mukai Kyorai sous la supervision de Matsuo Bashō. Sarumino est une des « Sept principales anthologies de Bashō » (Bashō Shichibu Shū), et, avec l'anthologie Hisago (« La Gourde ») de 1690, est considérée comme représentant le style de la maturité de Bashō à son apogée (Shōfū). L'influence de Bashō sur les quatre kasen du Sarumino est profonde, et lorsqu'il se réunit avec Bonchō, Okada Yasui et Kyorai au temple Yoshinaka pour écrire le Kirigirisu, il les encourage en disant « Pressons le jus de nos os ».

## Contenu
- Préface de Takarai Kikaku
- Hokku
  - Livre 1 : Hiver (94 hokku)
  - Livre 2 : Été (94 hokku)
  - Livre 3 : Automne (76 hokku)
  - Livre 4 : Printemps (118 hokku)

- Livre 5 : Kasen
  - Hatsushigure (Pluie d'hiver), de Kyorai, Bonchō, Bashō, Fumikuni
  - Natsu no Tsuki (Lune d'été), de Bonchō, Bashō, Kyorai
  - Kirigirisu (Grillon d'automne), de Bonchō, Bashō, Yasui, Kyorai
  - Ume Wakana (Herbe et prune), de Bashō, Otokuni, Chinseki, Sonan, Hanzan, Tohō, Enpū, Bonchō et autres

- Livre 6 : Notes pour « Mémoire d'un logement irréel »

## Exemple
Premier côté du Renku Natsu no Tsuki (« Lune d'été »), traduit par Donald Keene :
Dans la ville
Quelle lourde odeur des choses!
La Lune d'été.
(Bonchō)

Comme il fait chaud! Comme il fait chaud!
Des voix appellent de porte en porte.
(Kyorai)

Le second sarclage
N'a même pas été terminé,
Mais le riz est dans l'oreille.
(Bashō)

En balayant les cendres,
Une seule sardine fumée.
(Bonchō)

Dans ce voisinage
Ils ne reconnaissent même pas l'argent—
Comme c'est incommode!
(Bashō)

Il se tient là de façon stupide
Portant un gros poignard.
(Kyorai)

## Traductions

### Anglais
- Maeda Cana, translator. Monkey's Raincoat. Grossman Publishers 1973.  (ISBN 978-0-670-48651-9)
- Earl Miner and Hiroko Odagiri, translators. The Monkey’s Straw Raincoat and Other Poetry of the Basho School. Princeton University Press 1981.  (ISBN 9780691064604)
- Lenore Mayhew, translator. Monkey's Raincoat: Linked Poetry of the Basho School with Haiku Selections. Tuttle, 1985.  (ISBN 0804815003)

### Français
- René Sieffert, traducteur. Le Manteau de pluie du Singe Société franco-japonaise de Paris, 1986.  (ISBN 2716902186)
- Georges Friedenkraft et Majima Haruki, traducteurs. L'imperméable de paille du singe. l'Association Française de Haïku, 2011 (publié précédemment dans le Bulletin de l'Association des Anciens Élèves de l'INALCO, avril 1992, p. 93)

### Allemand
- Geza S. Dombrady, traducteur. Das Affenmäntelchen. Dieterich'sche, 1994

### Traductions dekasenspécifiques
- Hatsushigure (« Pluie d'hiver »)
  - Makoto Ueda. Matsuo Bashō. Kodansha 1982.  (ISBN 0870115537) pp. 70-90
  - Reginald Horace Blyth. Haiku, Volume One: Eastern Culture. Hokuseido Press 1981.  (ISBN 089346158X) pp. 126-138
  - Hiroaki Sato et Burton Watson. From the Country of Eight Islands. Columbia University Press 1986.  (ISBN 0231063954) pp. 300-303
  - Earl Miner. Japanese Linked Poetry: An account with translations of renga and haikai sequences. Princeton University Press 1979. pp. 277-297
  - Etsuko Terasaki. Hatsushigure: A Linked Verse Series by Bashō and his Disciples. Harvard Journal of Asiatic Studies, 36 (1976), pp. 204-239
  - Geoffrey Bownas and Anthony Thwaite. The Penguin Book of Japanese Verse. Penguin, 1964  (ISBN 0140585273) pp. 124-127
  - William J. Higginson. The Haiku Seasons: Poetry of the Natural World. Kodansha, 1996  (ISBN 4770016298) pp. 51-55 (vers 1-12 seulement)
  - Mario Riccò and Paolo Lagazzi, eds. Il muschio e la rugiada: Antologia di poesia giapponese. RCS Libri & Grandi Opere, 1996.  (ISBN 9788817171106) pp. 82-94 (it)

- Natsu no Tsuki (« Lune d'été »)
  - Donald Keene. World Within Walls: A History of Japanese Literature, Volume 2. Columbia University Press 1999.  (ISBN 978-0-231-11467-7) pp. 111-114
  - Makoto Ueda. Matsuo Bashō. Kodansha 1982.  (ISBN 0870115537) pp. 90-111
  - Steven D. Carter. Traditional Japanese Poetry: An Anthology. Stanford University Press, 1991.  (ISBN 9780804722124) pp. 366-375
  - Noriko de Vroomen and Leo de Ridder. De zomermaan en andere Japanse kettingverzen. Meulenhoff 1984.  (ISBN 9029015276) pp. 29-53 (nl)
  - Miyamoto and Ueyama Masaoj, editors. Hajka antologio. L'Omnibuso-Kioto 1981. p195 (vers 1-10 seulement) (eo)

- Kirigirisu (« Grillon d'automne »)
  - Earl Miner. Japanese Linked Poetry: An account with translations of renga and haikai sequences. Princeton University Press 1979. pp. 316-335
  - Chris Drake. "Bashō's 'Cricket Sequence' as English Literature" in Journal of Renga & Renku Volume 2, 2012. pp. 7-65
  - Eiko Yachimoto and John Carley. "The Lye Tub" in Journal of Renga & Renku Volume 1, 2010. pp. 67-70
  - Jos Vos. Eeuwige reizigers: Een bloemlezing uit de klassieke Japanse literatuur. De Arbeiderspers, 2008.  (ISBN 9789029566032) pp. 572-579 (nl)

## Source de la traduction
- (en) Cet article est partiellement ou en totalité issu de l’article de Wikipédia en anglais intitulé « Sarumino » (voir la liste des auteurs).